# Meteorologiåret 1893

## Händelser

### Januari
- Januari - Med medeltemperaturen -25,5 °C, 3,6 grader under det normala, upplever Karasjok Norges kallaste januarimånad någonsin [1].
- 25 januari - 120 fiskare mister livet i en storm vid de norska öarna Lofoten och Vesterålen [2].
- 31 januari - Park Rapids, Minnesota, USA drabbas av en svår snöstorm [3].

### Februari
- 1 februari - Med temperaturen - 56,7 °C i Prince Albert, Kanada noteras lokalt köldrekord [4].
- 3 februari – I Crohamhurst, Queensland faller 907 millimeter regn, vilket blir regnrekord för en dag i Queensland [5].

### April
- 19-21 april – En snöstorm vid Bird Island i Minnesota, USA [6].

### Juni
- 8 juni – En våldsam storm härjar i Minnesota, USA där ett stort bondgårdshus flyttas 8 fot [7].

### Juli
- 14 juli – I Funäsdalen, Härjedalen uppmäts temperaturen - 5,0 °C vilket då är Sveriges lägst uppmätta temperatur för månaden [8].

### Augusti
- Augusti - En orkan härjar i östra USA.
- 10 augusti - 32 millimeter regn faller på fem minuter över Preston i England, Storbritannien vilket är nytt brittiskt rekord för fem minuter [9].

### November
- 30 november - Med temperaturen - 35 °C i Calgary, Kanada upplever orten sin kallaste novembernatt någonsin [4].

### September
- 25 september – I Göteborg, Västergötland faller snö mitt på dagen, och termometern pekar på + 1 °C [10].

## Födda
- 18 februari – Pavel Molchanov, rysk meteorolog.

## Avlidna
- 23 januari – Henry Francis Blanford, brittisk meteorolog och paleontolog.
- 3 mars – Orlando Whistlecraft, engelsk meteorolog.

### Fotnoter
1. ↑  MET
2. ↑  MET
3. ↑  Famous Minnesota Winter Storms (Listed Chronologically) Arkiverad 7 januari 2009 hämtat från the Wayback Machine.
4. 1 2  ”Dan, Dan the Weatherman's Canadian Weather Trivia Page”. Arkiverad från originalet den 9 september 2013. https://web.archive.org/web/20130909001246/http://www.dandantheweatherman.com/cantriv.html. Läst 8 mars 2013.
5. ↑  ”Australian Temperature Extremes”. Bureau of Meteorology. 1 april 2009. http://www.bom.gov.au/climate/extreme/records/national.pdf. Läst 4 februari 2011.
6. ↑  ”Arkiverade kopian”. Arkiverad från originalet den 16 juli 2010. https://web.archive.org/web/20100716104244/http://www.climate.umn.edu/pdf/day_in_weather_history/april_wx_history.pdf. Läst 16 februari 2011.
7. ↑  ”Arkiverade kopian”. Arkiverad från originalet den 26 juli 2010. https://web.archive.org/web/20100726102347/http://www.climate.umn.edu/pdf/day_in_weather_history/june_wx_history.pdf. Läst 16 februari 2011.
8. ↑  SMHI Arkiverad 9 september 2010 hämtat från the Wayback Machine.
9. ↑  DMI[död länk]
10. ↑  SMHI